# ابي
لابي هي مدينة ومحافظة فرعية في غينيا، تقع في إقليم لابي، بلغ عدد سكانها 107,695 نسمة وذلك حسب إحصائيات سنة 2007.

## المناخ
يظهر الجدول التالي التغييرات المناخية على مدار السنة لابي:
| البيانات المناخية لـابي            | البيانات المناخية لـابي | البيانات المناخية لـابي | البيانات المناخية لـابي | البيانات المناخية لـابي | البيانات المناخية لـابي | البيانات المناخية لـابي | البيانات المناخية لـابي | البيانات المناخية لـابي | البيانات المناخية لـابي | البيانات المناخية لـابي | البيانات المناخية لـابي | البيانات المناخية لـابي | البيانات المناخية لـابي |
| الشهر                              | يناير                   | فبراير                  | مارس                    | أبريل                   | مايو                    | يونيو                   | يوليو                   | أغسطس                   | سبتمبر                  | أكتوبر                  | نوفمبر                  | ديسمبر                  | المعدل السنوي           |
| ---------------------------------- | ----------------------- | ----------------------- | ----------------------- | ----------------------- | ----------------------- | ----------------------- | ----------------------- | ----------------------- | ----------------------- | ----------------------- | ----------------------- | ----------------------- | ----------------------- |
| متوسط درجة الحرارة الكبرى °م (°ف)  | 31.8 (89.2)             | 33.3 (91.9)             | 34.4 (93.9)             | 34.4 (93.9)             | 33.8 (92.8)             | 30.8 (87.4)             | 28.3 (82.9)             | 27.7 (81.9)             | 28.2 (82.8)             | 28.8 (83.8)             | 31.0 (87.8)             | 30.5 (86.9)             | 31.1 (88.0)             |
| المتوسط اليومي °م (°ف)             | 19.4 (66.9)             | 21.3 (70.3)             | 23.2 (73.8)             | 26.1 (79.0)             | 24.3 (75.7)             | 22.9 (73.2)             | 20.6 (69.1)             | 21.5 (70.7)             | 21.5 (70.7)             | 21.6 (70.9)             | 18.8 (65.8)             | 19.1 (66.4)             | 21.7 (71.1)             |
| متوسط درجة الحرارة الصغرى °م (°ف)  | 5.7 (42.3)              | 4.7 (40.5)              | 5.2 (41.4)              | 12.2 (54.0)             | 15.1 (59.2)             | 15.2 (59.4)             | 15.0 (59.0)             | 15.5 (59.9)             | 14.8 (58.6)             | 13.0 (55.4)             | 8.4 (47.1)              | 6.1 (43.0)              | 10.9 (51.6)             |
| الهطول مم (إنش)                    | 2 (0.1)                 | 4 (0.2)                 | 9 (0.4)                 | 35 (1.4)                | 141 (5.6)               | 233 (9.2)               | 315 (12.4)              | 340 (13.4)              | 288 (11.3)              | 141 (5.6)               | 34 (1.3)                | 2 (0.1)                 | 1٬544 (60.8)            |
| متوسط أيام هطول الأمطار (≥ 1.0 mm) | 0                       | 0                       | 1                       | 3                       | 11                      | 15                      | 20                      | 22                      | 21                      | 12                      | 2                       | 1                       | 108                     |
| متوسط الرطوبة النسبية (%)          | 38                      | 37                      | 40                      | 43                      | 64                      | 74                      | 86                      | 82                      | 81                      | 77                      | 71                      | 47                      | 62                      |
| ساعات سطوع الشمس الشهرية           | 270                     | 256                     | 261                     | 232                     | 211                     | 180                     | 148                     | 131                     | 159                     | 195                     | 236                     | 257                     | 2٬536                   |
| المصدر: NOAA                       |                         |                         |                         |                         |                         |                         |                         |                         |                         |                         |                         |                         |                         |

## أعلام
- سيلو دالين ديالو
- تيرنو باه
- مامادو ديالو
- عثمان ديالو